# Pseudocolynthaea
Pseudocolynthaea is een kevergeslacht uit de familie van de boktorren (Cerambycidae). De wetenschappelijke naam van het geslacht werd voor het eerst geldig gepubliceerd in 1976 door Martins.

## Soorten
Pseudocolynthaea is monotypisch en omvat slechts de volgende soort:
- Pseudocolynthaea pectoralis Martins, 1976